# Niederdünzebach

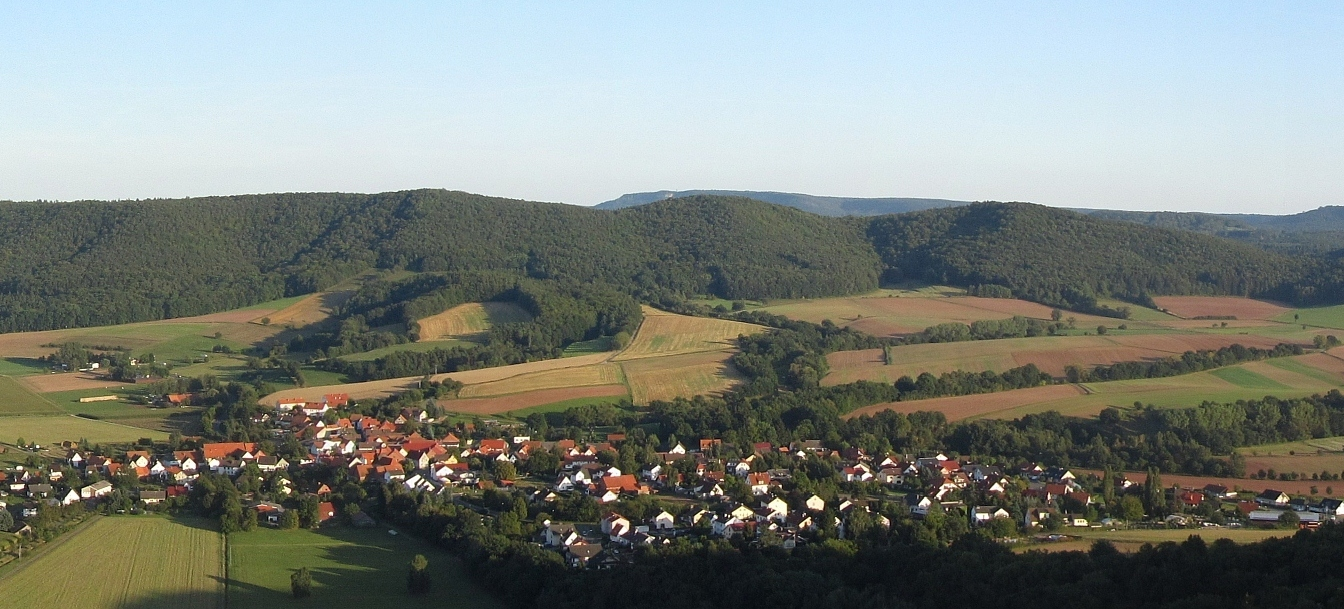
Blick auf Niederdünzebach

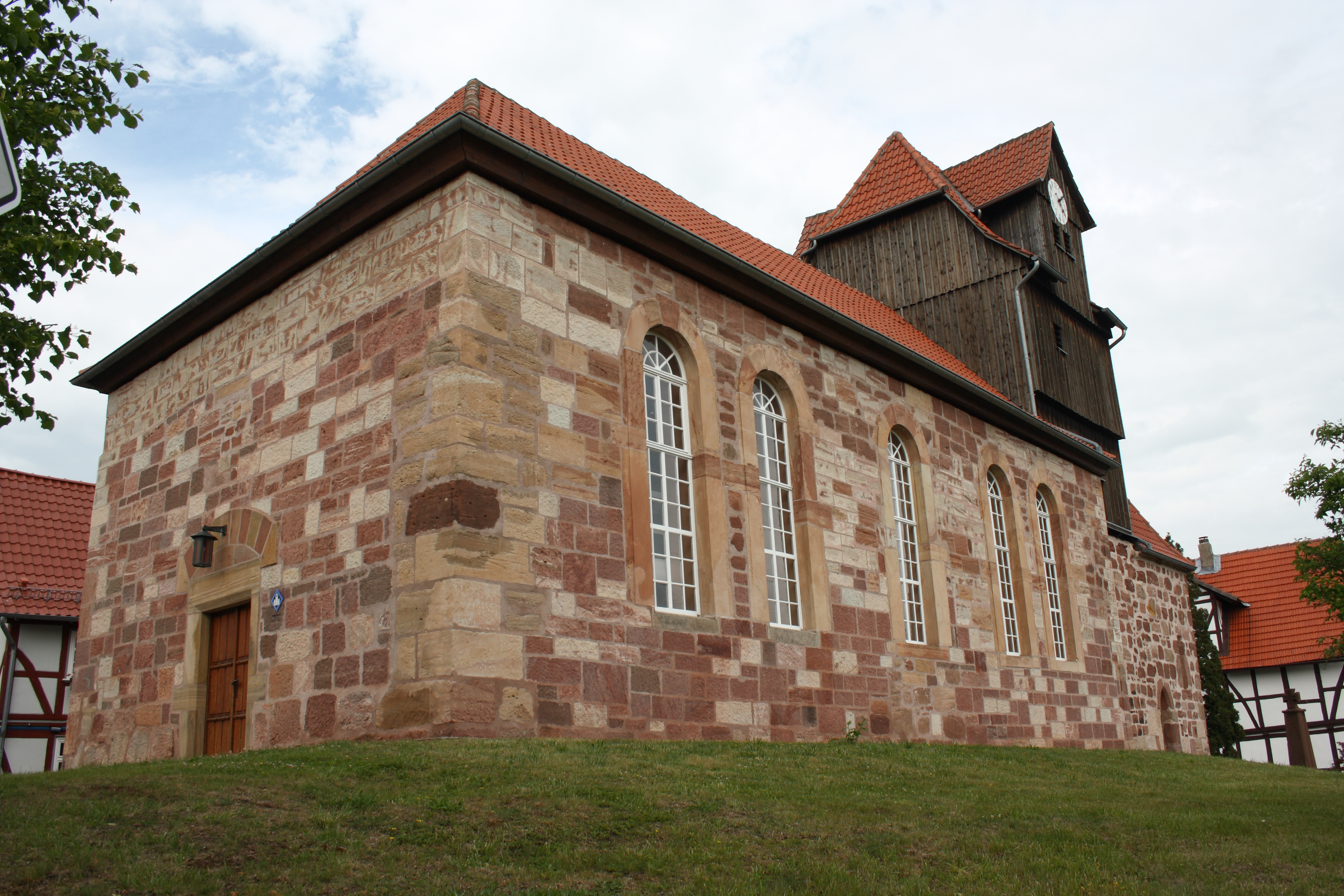
Evangelische Pfarrkirche Niederdünzebach

Niederdünzebach ist ein Stadtteil von Eschwege im nordhessischen Werra-Meißner-Kreis.

## Geographie
Das Dorf Niederdünzebach liegt im Eschweger Becken im Tal des Dünzbaches, kurz vor dessen Zufluss in die Werra, ca. 2,7 km südöstlich der Stadtverwaltung von Eschwege.
Die Ortslage erstreckt sich entlang des Baches und stößt in auf eine in Ost-West-Richtung verlaufende Handelsstraße, wo sich eine Kirche auf kleiner Anhöhe befindet. Das Gebiet des Stadtteils besteht aus der Gemarkung Niederdünzebach im Südosten des Gemeindegebiets mit einer Fläche von 423 Hektar, davon sind 62 Hektar Wald. In der Gemarkung liegt der Siedlungsplatz Hof Am Weinberg. Die Ortslage befindet sich auf 162 bis 192 m ü. NHN und der höchste Punkt der Gemarkung liegt bei etwa 335 Meter im Südosten der Gemarkung. An den Stadtteil Niederdünzebach grenzen, von Norden beginnend, im Uhrzeigersinn, der Ortsteil Schwebda der Gemeinde Meinhard, im Osten an den Ortsteil Aue der Gemeinde Wanfried, im Süden an die Gemarkung Eschwege und in Westen an den Ortsteil Oberdünzebach sowie an die Gemarkung Eschwege.
Durch den Ort führt die Landesstraße 3244 die Eschwege mit Wanfried verbindet.

## Geschichte

### Ortsgeschichte
Bei dem 1263 urkundlich erwähnten „Thuncenbach“ handelt es sich vermutlich um Niederdünzebach. Explizit wir Niederdünzebach als inferius Tunzebach im Jahr 1308 in einem Klosterarchiv genannt. Durch die relativ späte Ersterwähnung kann nicht geklärt werde welche Rechte das Eschweger Königsgut an Niederdünzebachn hatte. Vom Spätmittelalter bis zum Ende des Heiligen Römischen Reiches scheinen die Boyneburger die überwiegende Herrschaft über Niederdünzebach ausgeübt zu haben. Der Beginn der Herrschaft scheint durch die Güterübertragung an das Kloster Germerode im Jahr 1272 zu liegen. Im Jahr 1444 belehnt der hessische Landgraf Ludwig die Brüder Heimbrod, Rabe und Reinhard von Boyneburg genannt von Hohenstein u. a. mit den Wüstungen Ober- und Niederdünzebach mit Kirchlehen, Gericht und Rechten. Die genauer Verhältnisse bleiben jedoch ungeklärt. Erst im Grundlagenvertrag zwischen den Landgrafen und denen von Boyneburg wird 1602 die Hochgerichtsbarkeit in Nieder- und Oberdünzebach dem Landgrafen zugesprochen. In diesem Vertrag konnte die Landgrafschaft Hessen die peinliche Gerichtsbarkeit für sich gewinnen. Straffällig Gewordene mussten von den von Boyneburg dann nach Eschwege ausgeliefert werden, landgräfliche Beamte hatten in Niederdünzebach weiterhin keine Hoheitsrechte.
Bezüglich der Grundherrschaft und Grundbesitz sind die folgenden Ereignisse belegt:
- 1272 lassen die Herren von Aue ihren Lehnsherren, denen von Boyneburg-Hohenstein, Güter zu Dünzebach auf und übertragen diese dann dem Kloster Germerode. 1480 wird das Vorwerk des Klosters Germerode an Bürger aus Eschwege verpachtet. 1568 wird das Gut, die sogenannte Germeröder Hufe, von den Landgrafen der Stadt Eschwege übertragen.
- 1353 übertragen die von Aue eine Hufe dem Eschweger St. Cyriacusstift. Dieses hat nach dem Zinsregister von 1400 Einkünfte in Niederdünzebach.
- 1392 verkaufen die von Dimerod dem Augustinerkloster zu Eschwege Einkünfte in Niederdünzebach von einer Hofstatt des Conrad Rode gegenüber dem Kirchhof. 1433 kommen weitere Güter durch die von Duderstadt hinzu.
- Die von Eschwege und die von Keudell haben Grundbesitz in der Gemarkung, letztere in der Werra-Aue nördlich von Niederdünzebach.
- Ferner haben die Familien Hüther, Ihring, Homberg zu Vach und von Hattorf zusammenhängende Güter als Lehen von den Boyneburgern.

Als die Herren von Boyneburg-Hohenstein 1444 und 1471 mit Niederdünzebach samt Kirchhof belehnt wurden, nannte man den Ort in den Urkunden eine Wüstung. Da die zur Pfarrei Oberdünzebach gehörende Kirche im Jahre 1516 erbaut wurde, muss der Ort in dieser Zeit wieder besiedelt gewesen sein. Kirchenpatrone waren die Herren von Boyneburg. Der Ort gehörte zu dem in der Frühen Neuzeit 19 Dörfer umfassenden, teilautonomen Gericht Boyneburg.
Im Jahr 1770 war in Oberdünzebach ein Schulhaus vorhanden und für 1910 ist eine einklassige Volksschule dokumentiert. 1953 erfolgte dann der Neubau einer Schule.
Seit 1821 gehörte Niederdünzebach zum Kreis Eschwege. 1939 hatte der Ort 433 Einwohner. Schon damals gehörte Niederdünzebach zum Amtsgericht und Finanzamt Eschwege.
Zum 31. Dezember 1971 wurde im Zuge der Gebietsreform in Hessen der bis dahin selbständige Gemeinde auf freiwilliger Basis als Stadtteil in die Kreisstadt Eschwege eingemeindet. Für Niederdünzebach wurde, wie für die anderen eingemeindeten ehemals eigenständigen Gemeinden von Eschwege, ein Ortsbezirk eingerichtet.

### Gerichte
Die Gerichtsbarkeit über Niederdünzebach wurde im Mittelalter durch die Herren von Boyneburg ausgeübt. Im Jahr 1480 erhielten nach langen Auseinandersetzungen die früher reichsunmittelbaren Ritter die Boyneburg und damit das Gericht Boyneburg als erbliches Lehen der hessen-darmstädter Landgrafen. In einem Vertrag von 1602 wurde festgelegt, dass die peinliche Gerichtsbarkeit den Landgrafen zustand, die niedere Gerichtsbarkeit wurde den von Boyneburg überlassen. In der Landgrafschaft Hessen-Kassel und im Kurfürstentum Hessen war ab 1654 das Amt Bischhausen neben der Verwaltung auch für die peinliche Gerichtsbarkeit in Niederdünzebach zuständig. Das Boyneburgische Justizamt Bischhausen war bis Aussterben der Hessen-Rotenburgischen Linie für die Niedere Gerichtsbarkeit zuständig. Danach wurde dessen Zuständigkeit in die kurhessische Justizämter überführt. Die weitere Zuständigkeit entwickelte sich wie folgt:
- 1803–1813: Friedensgericht Bischhausen im Königreich Westphalen[Anm. 1]
- 1818: Justizamt Bischhausen (noch unter der Hoheit des Amts Bischhausen)
- 1822: Justizamt Eschwege (Abtrennung der Justiz) erste Instanz, zweite Instanz Obergericht für die Provinz Niederhessen
- 1834: Justizamt Eschwege II erste Instanz, zweite Instanz Obergericht für die Provinz Niederhessen
- 1837: Justizamt Eschwege erste Instanz, zweite Instanz Obergericht für die Provinz Niederhessen
- 1867: Amtsgericht Eschwege (nach der Annexion durch Preußen), zweite Instanz Kreisgericht Kassel
- 1879: Amtsgericht Eschwege erste Instanz (durch das Reichsjustizgesetze), zweite Instanz Landgericht Kassel

### Verwaltungsgeschichte im Überblick
Die folgende Liste zeigt die Staaten und Verwaltungseinheiten, denen Niederdünzebach angehört(e):
- vor 1567:  Heiliges Römisches Reich, Landgrafschaft Hessen, Niederfürstentum, Amt Eschwege, Dorf derer von Boyneburg-Hohenstein
- ab 1567: Heiliges Römisches Reich,  Landgrafschaft Hessen-Kassel, Amt Eschwege, Dorf derer von Boyneburg-Hohenstein
  - 1627–1834: Landgrafschaft Hessen-Rotenburg (sogenannte Rotenburger Quart), teilsouveränes Fürstentum unter reichsrechtlicher Oberhoheit der Landgrafschaft Hessen-Kassel bzw. des Kurfürstentums Hessen, Amt Eschwege, Dorf derer von Boyneburg-Hohenstein („adelige Quart“)
- ab 1654: Heiliges Römisches Reich, Landgrafschaft Hessen-Kassel, Amt Bischhausen
- 1803–1806: Heiliges Römisches Reich, Kurfürstentum Hessen, Amt Bischhausen
- 1807–1813: Königreich Westphalen, Departement der Werra, Distrikt Eschwege, Kanton Aue
- 1814–1821: Kurfürstentum Hessen, Amt Bischhausen
- ab 1821/22: Kurfürstentum Hessen, Provinz Niederhessen, Kreis Eschwege[10][Anm. 3]
- ab 1848: Kurfürstentum Hessen, Bezirk Eschwege
- ab 1851: Kurfürstentum Hessen, Provinz Niederhessen, Kreis Eschwege
- ab 1867: Königreich Preußen,[Anm. 4] Provinz Hessen-Nassau, Regierungsbezirk Kassel, Landkreis Eschwege
- ab 1871: Deutsches Reich, Königreich Preußen, Provinz Hessen-Nassau, Regierungsbezirk Kassel, Kreis Eschwege
- ab 1918: Deutsches Reich, Freistaat Preußen,[Anm. 5]  Provinz Hessen-Nassau, Regierungsbezirk Kassel, Kreis Eschwege
- ab 1944: Deutsches Reich, Freistaat Preußen, Provinz Kurhessen, Landkreis Eschwege
- ab 1945: Deutsches Reich, Amerikanische Besatzungszone,[Anm. 6] Groß-Hessen, Regierungsbezirk Kassel, Landkreis Eschwege
- ab 1946: Deutsches Reich, Amerikanische Besatzungszone, Land Hessen, Regierungsbezirk Kassel, Landkreis Eschwege
- ab 1949: Bundesrepublik Deutschland, Land Hessen, Regierungsbezirk Kassel, Landkreis Eschwege
- ab 1972: Bundesrepublik Deutschland, Land Hessen, Regierungsbezirk Kassel, Landkreis Eschwege, Stadt Eschwege
- ab 1974: Bundesrepublik Deutschland, Land Hessen, Regierungsbezirk Kassel, Werra-Meißner-Kreis, Stadt Eschwege

## Bevölkerung

### Einwohnerstruktur 2011
Nach den Erhebungen des Zensus 2011 lebten am Stichtag dem 9. Mai 2011 in Niederdünzebach 624 Einwohner. Darunter waren 6 (1,0 %) Ausländer. Nach dem Lebensalter waren 108 Einwohner unter 18 Jahren, 222 waren zwischen 18 und 49, 156 zwischen 50 und 64 und 138 Einwohner waren älter. Die Einwohner lebten in 285 Haushalten. Davon waren 90 Singlehaushalte, 87 Paare ohne Kinder und 78 Paare mit Kindern, sowie 27 Alleinerziehende und 3 Wohngemeinschaften. In 69 Haushalten lebten ausschließlich Senioren und in 171 Haushaltungen lebten keine Senioren.

### Einwohnerentwicklung
| Quelle: Historisches Ortslexikon | |
| • 1585:                          | 35 Haushaltungen |
| • 1747:                          | 55 Haushaltungen |
| • 1750:                          | An Gewerbetreibenden: 4 Schmiede, 2 Leinweber, 4 Ackerleute und Leinweber, 3 Schneider, 1 Schreiner, 1 Schuhflicker, 1 Zimmermann, 10 Tagelöhner, 3 einzelne Weibspersonen |
| • 1770:                          | 62 Häuser mit 321 Einwohnern |
| • 1854:                          | 80 Häuser mit 480 Einwohnern |

| Niederdünzebach: Einwohnerzahlen von 1834 bis 2024 | Niederdünzebach: Einwohnerzahlen von 1834 bis 2024 | Niederdünzebach: Einwohnerzahlen von 1834 bis 2024 | Niederdünzebach: Einwohnerzahlen von 1834 bis 2024 | Niederdünzebach: Einwohnerzahlen von 1834 bis 2024 |
| --- | -------------------------------------------------- | -------------------------------------------------- | -------------------------------------------------- | -------------------------------------------------- |
| Jahr |                                                    |                                                    |                                                    | Einwohner                                          |
| 1834 | 1834                                               |                                                    | 477                                                | 477                                                |
| 1840 | 1840                                               |                                                    | 483                                                | 483                                                |
| 1846 | 1846                                               |                                                    | 483                                                | 483                                                |
| 1852 | 1852                                               |                                                    | 494                                                | 494                                                |
| 1858 | 1858                                               |                                                    | 477                                                | 477                                                |
| 1864 | 1864                                               |                                                    | 495                                                | 495                                                |
| 1871 | 1871                                               |                                                    | 455                                                | 455                                                |
| 1875 | 1875                                               |                                                    | 449                                                | 449                                                |
| 1885 | 1885                                               |                                                    | 429                                                | 429                                                |
| 1895 | 1895                                               |                                                    | 427                                                | 427                                                |
| 1905 | 1905                                               |                                                    | 439                                                | 439                                                |
| 1910 | 1910                                               |                                                    | 451                                                | 451                                                |
| 1925 | 1925                                               |                                                    | 493                                                | 493                                                |
| 1939 | 1939                                               |                                                    | 432                                                | 432                                                |
| 1946 | 1946                                               |                                                    | 648                                                | 648                                                |
| 1950 | 1950                                               |                                                    | 674                                                | 674                                                |
| 1956 | 1956                                               |                                                    | 605                                                | 605                                                |
| 1961 | 1961                                               |                                                    | 576                                                | 576                                                |
| 1967 | 1967                                               |                                                    | 611                                                | 611                                                |
| 1970 | 1970                                               |                                                    | 675                                                | 675                                                |
| 1972 | 1972                                               |                                                    | 677                                                | 677                                                |
| 1980 | 1980                                               |                                                    | ?                                                  | ?                                                  |
| 1990 | 1990                                               |                                                    | ?                                                  | ?                                                  |
| 2000 | 2000                                               |                                                    | ?                                                  | ?                                                  |
| 2011 | 2011                                               |                                                    | 624                                                | 624                                                |
| 2024 | 2024                                               |                                                    | 622                                                | 622                                                |
| Datenquelle: Historisches Gemeindeverzeichnis für Hessen: Die Bevölkerung der Gemeinden 1834 bis 1967. Wiesbaden: Hessisches Statistisches Landesamt, 1968. Weitere Quellen: LAGIS:; Stadt Eschwege; Zensus 2011 |                                                    |                                                    |                                                    |                                                    |

### Historische Religionszugehörigkeit
| Quelle: Historisches Ortslexikon |                                                                    |
| • 1865:                          | 429 evangelische (= 100 %)                                         |
| • 1961:                          | 497 evangelische (= 86,28 %), 63 katholische (= 10,94 %) Einwohner |

## Religion
Kirchengebäude
- Im Jahr 1392 wurde ein Kirchhof genannt.
- 1556 wird ein Spätgotischer Saalbau mit geschlossenem Chor und holzverkleidetem Fachwerkturmaufbau genannt der 1721, 1823–25 verändert und ausgebessert wurde.
- 1975, 1983 und 2004 wurde die Kirche renoviert.

Bekenntniswechsel
- Erster nachweisbarer evangelischer Pfarrer war Johann Weidemann von 1564 bis ca. 1572 (evangelisch-reformierter Bekenntniswechsel).
- 1627 bis ca. 1628: evangelisch-lutherisch unter hessen-darmstädtischer Herrschaft.
- Danach wieder evangelisch-reformiert.

Pfarrzugehörigkeit
- 1585 gehört Oberdünzebach als Filalort zu Niederdünzebach. Kirchenpatrone waren die von Boyneburg.
- Auch 1750 und 1872 wird Oberdünzebach als Filialort genannt.
- 1971 kommt Aue als weitere Filialgemeinde zu Niederdünzebach.

## Politik
Für Niederdünzebach besteht ein Ortsbezirk (Gebiete der ehemaligen Gemeinde Niederdünzebach) mit Ortsbeirat und Ortsvorsteher nach der Hessischen Gemeindeordnung.
Der Ortsbeirat besteht aus sieben Mitgliedern. Bei den Kommunalwahlen in Hessen 2021 betrug die Wahlbeteiligung zum Ortsbeirat 65,44 %. Alle Kandidaten gehörten der „Gemeinschaftsliste“ an. Der Ortsbeirat wählte Maurice Schilling zum Ortsvorsteher.

## Kulturdenkmäler
Siehe: Liste der Kulturdenkmäler in Niederdünzebach